# El Cubo de Tierra del Vino
El Cubo de Tierra del Vino är en ort i Spanien.   Den ligger i provinsen Provincia de Zamora och regionen Kastilien och Leon, i den centrala delen av landet, 190 km nordväst om huvudstaden Madrid. El Cubo de Tierra del Vino ligger 840 meter över havet och antalet invånare är 439.
Terrängen runt El Cubo de Tierra del Vino är platt. Runt El Cubo de Tierra del Vino är det mycket glesbefolkat, med 7 invånare per kvadratkilometer. Närmaste större samhälle är Fuentesaúco, 18,0 km öster om El Cubo de Tierra del Vino. Trakten runt El Cubo de Tierra del Vino består till största delen av jordbruksmark.